# レアリティーズ Vol.2
『レアリティーズ Vol.2』（英語: Rarities）は、1980年5月5日に発売されたビートルズのベスト・アルバムである。現在まで未CD化。「ビルボード」誌では最高21位、「キャッシュボックス」誌では2週連続20位を獲得し、アメリカだけで100万枚以上のセールスを記録している。本アルバムにおいて、英国盤および日本盤『サージェント・ペパーズ・ロンリー・ハーツ・クラブ・バンド』のエンディングに収録されたノイズと会話に「サージェント・ペッパー・インナー・グルーヴ」というタイトルが初めてクレジットされた。

## 解説
米キャピトル編集盤。英国編集盤『レアリティーズ』と原題が同じであることから、便宜上邦題は『レアリティーズ Vol.2』とされた。収録対象はキャピトル・レコードから発売されたシングルやアルバムには未収録、かつ米国のファンにとって聴く機会がなかった珍しい楽曲やヴァージョンで、反対にイギリス、日本ではすでによく知られた楽曲、ヴァージョン（「ミズリー」、「ゼアズ・ア・プレイス」、「シー・ラヴズ・ユー（ドイツ語）」、「アイム・オンリー・スリーピング」、「ジ・インナー・ライト」、「アクロス・ザ・ユニヴァース」、「ユー・ノウ・マイ・ネーム」、「サージェント・ペッパー・インナー・グルーヴ」）が多く含まれている。但し17年ぶりに日の目を見た1962年9月4日録音のリンゴ・スターがドラムを担当した「ラヴ・ミー・ドゥ」や（英国でも1960年代中期の再発シングル盤以降はアンディ・ホワイトがドラムを担当したバージョンになり、それが一般的になっていた）、西ドイツ盤『サムシング・ニュー』に収録されていた「アンド・アイ・ラヴ・ハー」など文字通り珍しいテイク・ヴァージョンが含まれていることは注目される。また本アルバムのためにキャピトル・レコードが新たに編集を施し作り出したヴァージョン（「アイ・アム・ザ・ウォルラス」、「ペニー・レイン」）も含まれている。
また、ステレオが主流になっていた当時には珍しくなったオリジナル・モノラル・ヴァージョンの「ヘルプ!」、「ドント・パス・ミー・バイ」、「ヘルター・スケルター」が収録された（アメリカでは『ザ・ビートルズ』のモノラル盤はリリースされていなかった）。本アルバムによってビートルズのオリジナル・モノラル盤が注目を浴びるようになった。
イギリス編集盤『レアリティーズ』では曲順が任意であったが、本作では「サージェント・ペッパー・インナー・グルーヴ」以外は曲目がリリース順に収録されている（ただし収録順では「ヘルター・スケルター」と「ドント・パス・ミー・バイ」は逆である）。
ジャケットは1枚LPとしては珍しく見開き型で、内側にはアメリカで1966年に発売され即、回収されてしまったブッチャーカバー写真（LP『イエスタデイ・アンド・トゥデイ』）が使用されている（基本的にイエスタデイ・アンド・トゥデイと同じ写真だが、トリミングされる前の写真なのでメンバーの膝下まで写っている）。

## 収録曲

### アナログA面
1. ラヴ・ミー・ドゥ - Love Me Do　(Lennon - McCartney)
演奏時間：（2'25"）、リード・ヴォーカル：ポール・マッカートニー
モノラル。1962年9月4日録音のテイク。セッション・ドラマーのアンディ・ホワイトは録音に参加していない。英国デビュー・シングル盤にのみ収録されていた。マスター・テープが処分されていたため、リリースされたシングル盤を音源にしている。
2. ミズリー - Misery　(McCartney - Lennon)
演奏時間：（1'47"）、リード・ヴォーカル：ジョン・レノン、ポール・マッカートニー
英国オリジナル・アルバム『プリーズ・プリーズ・ミー』ステレオ盤に収録されたものと同じ。アメリカでは Vee Jay盤"Introducing... The Beatles"に収録されたが、キャピトル盤『ジ・アーリー・ビートルズ』には収録されなかった。
3. ゼアズ・ア・プレイス - There's a Place　(McCartney - Lennon)
演奏時間：（1'49"）、リード・ヴォーカル：ジョン・レノン
英国オリジナル・アルバム『プリーズ・プリーズ・ミー』ステレオ盤に収録されたものと同じ。アメリカでは Vee Jay盤"Introducing... The Beatles"に収録されたが、キャピトル盤『ジ・アーリー・ビートルズ』には収録されなかった。
4. シー・ラヴズ・ユー（ドイツ語） - Sie Liebt Dich　(Lennon - McCartney - Nicolas - Montague)
演奏時間：（2'18"）、リード・ヴォーカル：ジョン・レノン、ポール・マッカートニー
英国編集盤『レアリティーズ』に収録されたものと同じ。アメリカでは初のステレオ・リリースとなる。
5. アンド・アイ・ラヴ・ハー - And I Love Her　(Lennon - McCartney)
演奏時間：（2'37"）、リード・ヴォーカル：ポール・マッカートニー
西ドイツ盤『サムシング・ニュー』に収録されていたヴァージョンである。エンディングの繰り返しが長い。
6. ヘルプ! - Help!　(Lennon - McCartney)
演奏時間：（2'21"）、リード・ヴォーカル：ジョン・レノン
オリジナル・モノラル・ヴァージョン。元々はモノラルとステレオとではボーカルと演奏が全く違うテイクが採用されていたが、アメリカではシングル＆アルバム収録ともにステレオバージョンを単にモノラルに落としたものだった為に、本盤に収録された。
7. アイム・オンリー・スリーピング - I'm Only Sleeping　(Lennon - McCartney)
演奏時間：（3'01"）、リード・ヴォーカル：ジョン・レノン
英国オリジナル・アルバム『リボルバー』ステレオ盤に収録されたものと同じ。米キャピトル盤『イエスタデイ・アンド・トゥデイ』収録のものは逆回転テープによるギターのフレーズが異なる（ただし日本盤『イエスタデイ・アンド・トゥデイ』は曲順こそ米キャピトル盤と同じだが、音源は英国盤と同じ音源が収録されている）。
8. アイ・アム・ザ・ウォルラス - I Am the Walrus　(Lennon - McCartney)
演奏時間：（4'36"）、リード・ヴォーカル：ジョン・レノン
英国オリジナル2枚組EP『マジカル・ミステリー・ツアー』ステレオ盤に収録されたものに、米キャピトル・シングル盤『ハロー・グッドバイ』のB面ヴァージョンの間奏の一部をあらたに組み合わせて編集したもの。
米キャピトル盤『マジカル・ミステリー・ツアー』ステレオ盤に収録された「アイ・アム・ザ・ウォルラス」は冒頭が4拍なのに対し、英国オリジナルEPは6拍である。米シングル盤『ハロー・グッドバイ』のB面ヴァージョンは間奏が数秒長い。本アルバムのものは長い間奏部分だけを英国ステレオ・ヴァージョンに挿入したものである。

### アナログB面
1. ペニー・レイン - Penny Lane　(Lennon - McCartney)
演奏時間：（3'03"）、リード・ヴォーカル：ポール・マッカートニー
エンディングにトランペットが入る。通常ステレオ・ヴァージョンに、米国盤プロモーション・シングルに収録されたヴァージョンのエンディングをかぶせたもの。
アメリカでは「ペニーレイン」は初のステレオ・リリースであり、米キャピトル盤『マジカル・ミステリー・ツアー』には疑似ステレオ、米キャピトル盤『ザ・ビートルズ1967年〜1970年』にはモノラル・ヴァージョンが収録されていた。
2. ヘルター・スケルター - Helter Skelter　(Lennon - McCartney)
演奏時間：（3'39"）、リード・ヴォーカル：ポール・マッカートニー
オリジナル・モノラル・ヴァージョン。アメリカでは『ザ・ビートルズ』のモノラル盤はリリースされておらず、初のリリースである。ジャケット裏に記載された解説では、『再度フェードイン後に「I've got blisters on my fingers（指が水膨れだらけだ）」と叫ぶジョン・レノンの声を聞く事が出来ない』と致命的な間違いを載せている（実際はリンゴ・スターが叫んでいる）
3. ドント・パス・ミー・バイ - Don't Pass Me by　(Starkey)
演奏時間：（3'45"）、リード・ヴォーカル：リンゴ・スター
オリジナル・モノラル・ヴァージョン。アメリカでは『ザ・ビートルズ』のモノラル盤はリリースされておらず、初のリリースである。
4. ジ・インナー・ライト - The Inner Light　(Harrison)
演奏時間：（2'35"）、リード・ヴォーカル：ジョージ・ハリスン
アメリカでは初のアルバム収録。オリジナル・モノ・ミックス。
5. アクロス・ザ・ユニヴァース - Across the Universe　(Lennon - McCartney)
演奏時間：（3'47"）、リード・ヴォーカル：ジョン・レノン
アメリカでは初のリリース。アルバム"No Ones Gonna Change Our World"に収録されていたヴァージョンである。
6. ユー・ノウ・マイ・ネーム - You Know My Name (Look up the Number)　(Lennon - McCartney)
演奏時間：（4'19"）、リード・ヴォーカル：ジョン・レノン、ポール・マッカートニー
アメリカでは初のアルバム収録。You Know My Name (Look up My Number)とクレジットされている。
7. サージェント・ペッパー・インナー・グルーヴ - SGT.Pepper Inner Groove
演奏時間：（0'02"）
アメリカでは初のリリース。アメリカ盤『サージェント・ペパーズ・ロンリー・ハーツ・クラブ・バンド』ではカットされていた。